# أب قلعة (فريمان)
أب‌ قلعة (بالفارسية: آب‌قلعه) هي قرية تقع في قسم فريمان الريفي (مقاطعة فريمان) في إيران. يقدر عدد سكانها بـ 111 نسمة بحسب إحصاء 2016.